# Посольство України у Швейцарії
Посольство України у Швейцарії — дипломатична місія України у Швейцарії та Ліхтенштейні, розміщена в Берні.

## Завдання посольства
Основне завдання посольства: представляти інтереси України, сприяти розвиткові політичних, економічних, культурних, наукових та інших зв'язків, а також захищати права та інтереси громадян і юридичних осіб України, які перебувають на території Швейцарії та князівства Ліхтенштейн.
Посольство сприяє розвиткові добросусідських відносин між Україною і Швейцарської конфедерації, Князівством Ліхтенштейн на всіх рівнях, з метою забезпечення гармонійного розвитку взаємних відносин, а також співробітництва з питань, що становлять взаємний інтерес. Посольство виконує також консульські функції.

## Історія посольства
Українська дипломатична місія розпочала свою роботу в серпні 1918 року. Місія розташовувалася в Берні — спочатку по вулиці Глюкевені, 4, а з квітня 1925 р. — по вулиці Бертольдштрасе, 41. Першим головою української місії став Євмен Лукасевич. Його наступником у Берні став відомий український громадсько-політичний діяч, дипломат, барон Микола Василько. Наприкінці 1919 р., після приходу до влади Директорії, він був призначений послом УНР у Швейцарії в ранзі міністра. Микола Василько очолював українську дипломатичну місію до серпня 1923 р., після чого був переведений послом до Німецької Держави. З серпня 1923 року до ліквідації місії у 1926 р. обов'язки її керівника виконував Генеральний консул Зенон Курбас. 15 жовтня 1918 по 1919 роки в Цюриху працювало українське генеральне консульство на чолі з Олександром Вілінським. Першим секретарем Дипломатичної місії у 1919—1921 рр. був Станіслав Старосольський.

Група співробітників посольства УНР в Берні (Швейцарія).

Швейцарська Конфедерація визнала незалежність України 23 грудня 1991 року. Дипломатичні відносини було встановлено 6 лютого 1992 року шляхом обміну листами між міністрами закордонних справ. Посольство Швейцарії в Україні відкрито у липні 1992 року, Посольство України у Швейцарії — у лютому 1993 року.
У 1999 р. архівні документи Місії були передані в Україну.
У 2001 р., з нагоди 10-річчя незалежності України, на будівлі Посольства України в Берні було встановлено меморіальну дошку на честь діяльності Місії.

## Керівники дипломатичної місії
| №   | На посаді | Особа                          | Зображення | Примітки |
| --- | --------- | ------------------------------ | ---------- | --- |
| 1   | 1918      | Юрій Гасенко                   |            | Український політичний і громадсько-культурний діяч, інженер, дипломат, письменник. 14 грудня 1917 року дістав завдання від Генерального Секретаріату УНР вирушити з дипломатичною, інформаційною та розвідувальною метою у країни Європи. За кордоном займався виданням інформації про Україну в чужоземних ЗМІ, у Швейцарії заснував українсько-швейцарський комерційний заклад і Закордонний заклад УНР, виконував дипломатичні та розвідувальні доручення у Швейцарії, Франції, Австрії, Німеччині, Італії, США. |
| 2.  | 1918—1919 | Лукасевич Євмен Кирилович      |            | Український дипломат, журналіст, лікар, видавець і громадський діяч. Міністр охорони здоров'я уряду УНР. Від 1918 — радник при Міністерстві закордонних справ Української Держави. Відвідав зі спеціальною місією Швейцарію, уряд якої висловив готовність встановити з Україною дипломатичні стосунки. За його сприяння у Берні та Лозанні французьукою мовою видано низку історичних та етнографічних праць про Україну.                                                                                           |
| 3.  | 1919—1923 | Василько Микола Миколайович    |            | Румунський та український громадсько-політичний діяч, професійний дипломат. Був дипломатичним представником ЗУНР в Австрії (1919–20), послом УНР у Швейцарії та Німеччині (1919–24). |
| 4.  | 1923—1926 | Зенон Курбас                   |            | Український дипломат. Генеральний консул Української Народної Республіки в Швейцарії. Виконував обов'язки Керівника Надзвичайної дипломатичної місії УНР у Берні. |
| 5.  | 1992—1993 | Озадовський Андрій Андрійович  |            | Український дипломат. Надзвичайний та Повноважний Посол України. |
| 6.  | 1993—1997 | Сліпченко Олександр Сергійович |            | Український дипломат та журналіст. Надзвичайний та Повноважний Посол України. |
| 7.  | 1998—2000 | Ковальська Ніна Климівна       |            | Український дипломат. |
| 8.  | 2000—2003 | Бершеда Євген Романович        |            | Український дипломат, виконувач обов'язків директора Інституту законодавства Верховної Ради України. Надзвичайний і Повноважний Посол України. |
| 9.  | 2003—2004 | Станік Сюзанна Романівна       |            | Український юрист, суддя Конституційного Суду України у відставці. Кандидат юридичних наук. Надзвичайний і Повноважний Посол України. |
| 10. | 2004—2008 | Юхимович Остап Ігорович        |            | Український дипломат. |
| 11. | 2008—2014 | Дір Ігор Юрійович              |            | Український дипломат. Надзвичайний та Повноважний Посол України. |
| 12. | 2014—2018 | Юхимович Остап Ігорович        |            | Український дипломат. |
| 13. | 2018—2022 | Рибченко Артем Сергійович      |            | Український дипломат. Надзвичайний та Повноважний Посол України. |
| 14. | з 2022    | Венедіктова Ірина Валентинівна |            | Українська державна діячка, юристка, доктор юридичних наук, Генеральний прокурор України (2020—2022), Народна депутатка України (2019—2020). |